# Glenea balteata
Glenea balteata är en skalbaggsart som först beskrevs av Johann Christoph Friedrich Klug 1835.  Glenea balteata ingår i släktet Glenea och familjen långhorningar. Inga underarter finns listade i Catalogue of Life.